# عظم مربعي
العظم المربعي هو عظم متصل بمشط اليد ويرتبط به العظم السنعي الأول وهو إحدى عظام الصف الثاني من عظام الرسغ والأول من جهة الإبهام.